# Agrippina (Händel)

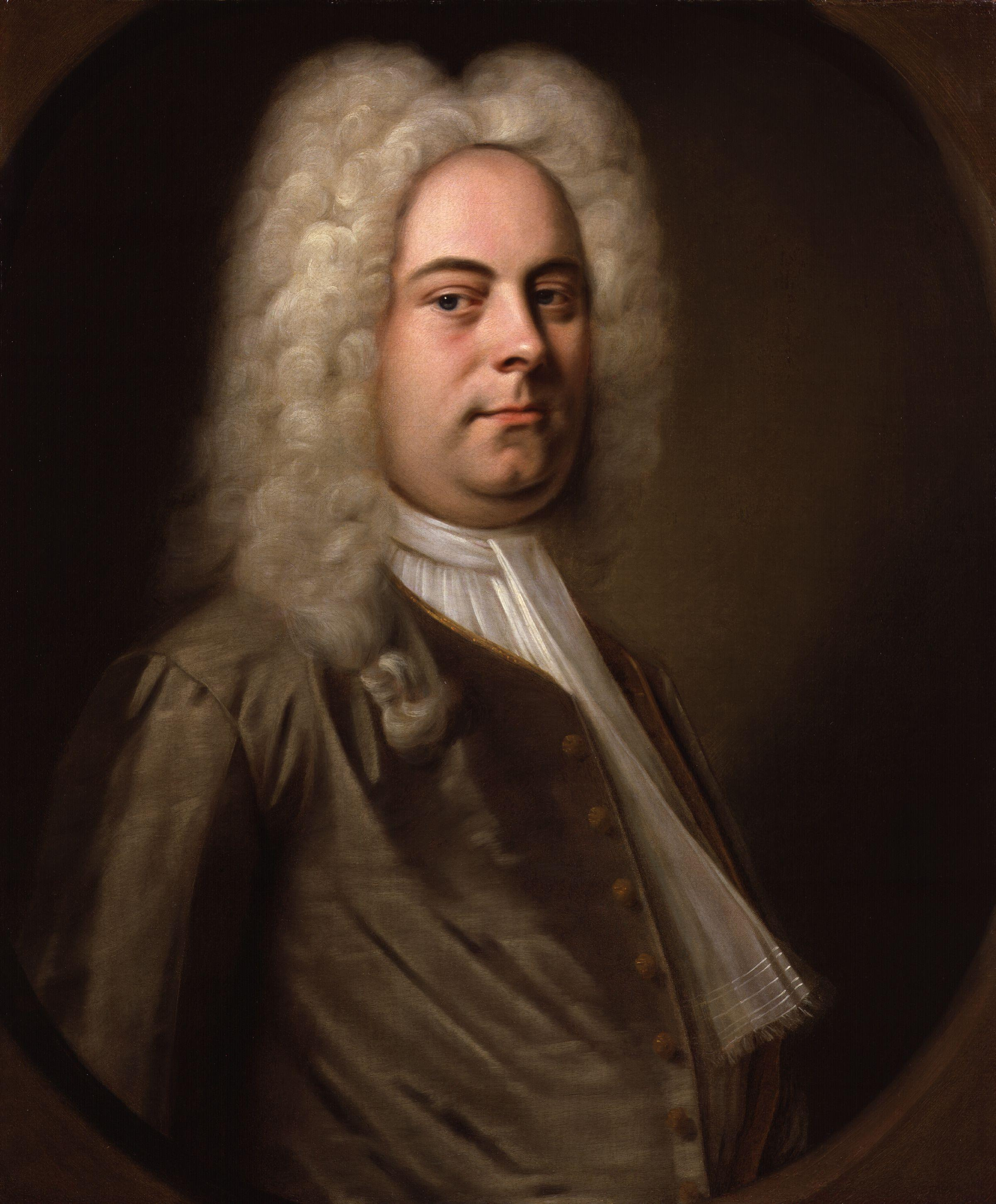
Georg Friedrich Händel

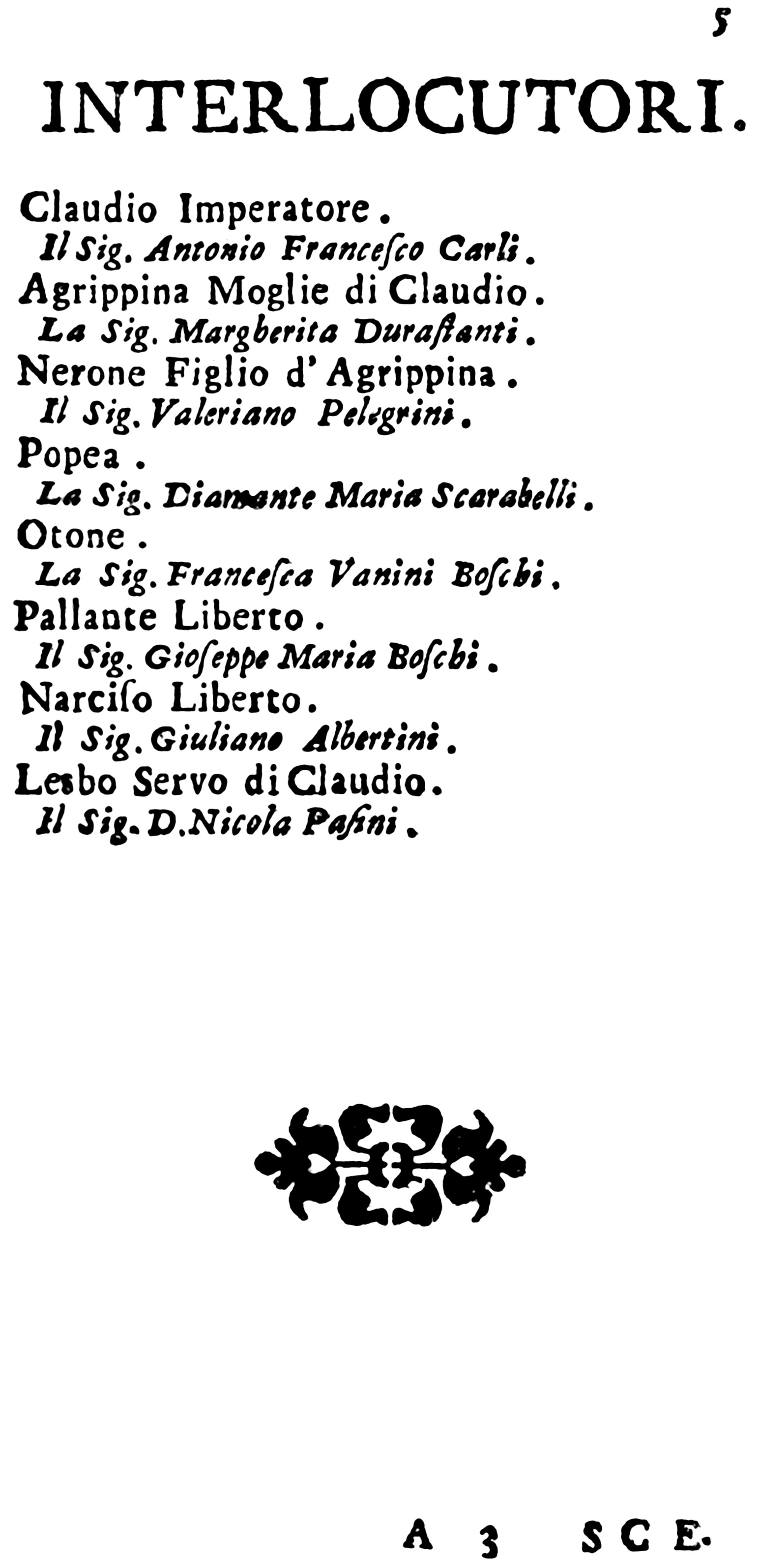
Rollbesättningen vid premiären av Agrippina, så som den annonserades vid tiden för uruppförandet.

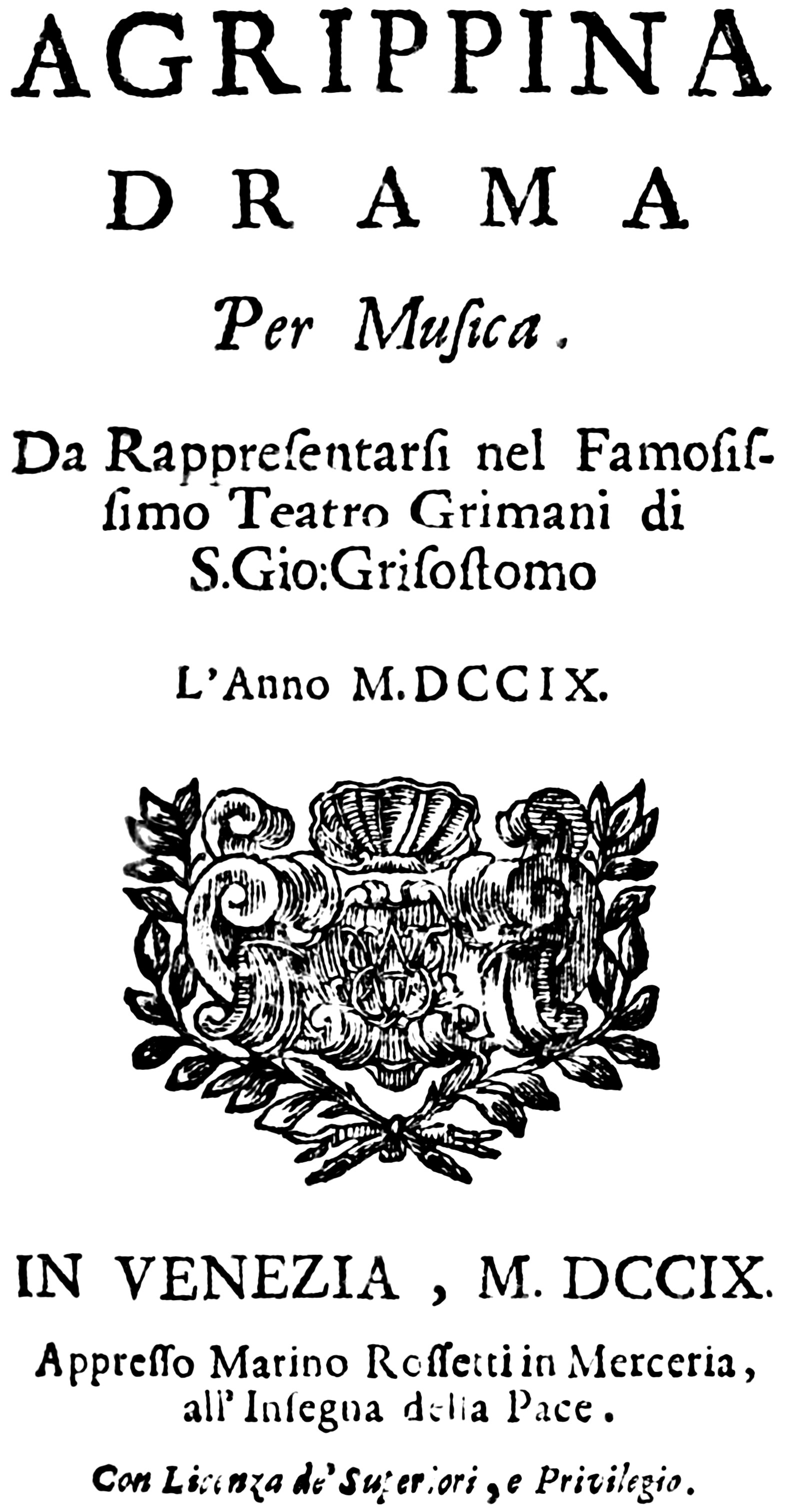
Titelsidan på den första versionen av den tryckta utgåvan.

Agrippina (HWV 6) är en opera seria i tre akter av Georg Friedrich Händel med libretto av kardinalen Vincenzo Grimani. Den komponerades för karnevalen i Venedig 1710 och handlar om Agrippina d.y., moder till Nero. Librettot som anses vara ett av de bästa som Händel komponerade musik till är en "antiheroisk satirisk komedi", full av aktuella politiska anspelningar. Några uttolkare menar att den speglar rivaliteten mellan Grimani och påven Clemens XI.

## Bakgrund
För Italien, som drabbats svårt under spanska tronföljdskriget, var operans handling full av aktuella anspelningar, men här diskuterades också maktbegärets och maktväxlingens ytterst subjektiva grunder. Kardinal Vincenzo Grimani var en erfaren diplomat, som vid sidan om det andliga även var verksam som librettist. I spanska tronföljdskriget stödde han själv habsburgarnas parti, medan påven Clemens XI stod på Frankrikes och Spaniens sida. Rivaliteten mellan Nero (Nerone) och Otho (Ottone) motsvarade den här situationen. 
I sitt maktbegär skydde Agrippina inte ens att gå till sängs med sin egen son Nero som dock sedan lät avrätta henne. Nero var mest blodtörstig av alla romartidens tyranner. Operan och verkligheten stämmer överens såtillvida att de mäktiga saknar moral. Med de övriga personerna i handlingen är det annorlunda. Poppaea (Poppea) var en karriärslysten kurtisan, vars lättsinnige man Otho bjöd ut henne sexuellt till Nero. Tilldragelserna och personerna skildras utförligt i Tacitus (och Suetonius) krönikor. Grimani skapade av detta blodtörstiga stoff en nästan cynisk libretto - en av de bästa som Händel fick tillfälle att tonsätta.

## Roller
| Roller                                           | Rösttyp        | Sångare vid premiären, 26 december 1709 (Dirigent: okänd ) |
| ------------------------------------------------ | -------------- | ---------------------------------------------------------- |
| Agrippina, romersk kejsarinna och Claudius gemål | sopran         | Margherita Durastanti                                      |
| Nero, Agrippinas son (Italienska: Nerone)        | sopran kastrat | Valeriano Pellegrini                                       |
| Pallas, hovman (Pallante)                        | bas            | Giuseppe Maria Boschi                                      |
| Narcissus, hovman (Narciso)                      | alt kastrat    | Giuliano Albertini                                         |
| Lesbus, Claudios tjänare (Lesbo)                 | bas            | Nicola Pasini                                              |
| Otho, general (Ottone)                           | alt            | Francesca Vanini-Boschi                                    |
| Poppea, Ottones älskade (Poppea)                 | sopran         | Diamante Maria Scarabelli                                  |
| Claudius, romersk kejsare (Claudio)              | bas            | Antonio Francesco Carli                                    |
| Juno (Giunone)                                   | alt            | okänd                                                      |

## Handling
Akt I
Den romerska kejsarinnan Agrippina får besked om att hennes gemål Claudio lär ha omkommit. Hon vill låta kröna sonen Nerone till kejsare och låter honom redan agera tronarvinge. Hennes planer hindras eftersom Claudio har räddats av sin fältherre, Ottone, och har som tack lovat honom tronen. Den vackra Poppea uppvaktas av Claudio, Nerone och Ottone, men älskar endast Ottone. Agrippina förtalar Ottone hos Poppea och får henne att vända sig från denne och av vrede smickra kejsaren. Agrippina underblåser Claudios svartsjuka på Ottone.
Akt II
Poppea genomskådar alltför sent Agrippinas intriger och planerar att hämnas. Men Agrippina utnyttjar sitt försprång och lyckas övertala Claudio att utse Nerone till tronföljare istället för Ottone.
Akt III
Genom list uppnår Poppea att Claudio får vetskap om Agrippinas och hennes sons intriger. Agrippina lyckas urskulda sig. Ottone bekänner öppet att han skulle avstå från kejsarkronan för kärleken till Poppea. Claudio visar sin godhet och skänker Ottone Poppeas hand och kröner Nerone till ny romersk kejsare.

## Lista över arior och instrumentala partier
Förteckningen i Chrysanders utgåva listar följande nummer utom seccorecitativen.
1. Sinfonia
| Act I 2. "Con saggio tuo consiglio" (Nero) 3. "La mia sorte fortunata" (Pallas) 4. "Volo pronto e lieto il core" (Narcissus) 5. "L'alma mia frà le tempeste" (Agrippina) 6. "Qual piacere a un cor pietoso" (Nero) 7. "Il tuo figlio/La tua prole" (Quartet: Nero, Pallas, Narcissus, Agrippina) 8. "Allegrezza! Allegrezza!" (Lesbus) 9. "Tu ben degno sei dell'allor" (Agrippina) 10. "Lusinghiera mia speranza" (Otho) 11. "Vaghe perle, eletti fiori" (Poppaea) 12. "È un foco quel d'amore" (Poppaea) 13. "Ho un non sò che nel cor" (Agrippina) 14. "Fà quanto vuoi, gli schemi tuoi" (Poppaea) 15. "Pur ritorno a rimirarvi" (Claudius) 16. "Vieni, oh cara" (Claudius) 17. "E quando mai" (Trio: Poppaea, Claudius, Lesbus) 18. "Non hò cor che per amarti" (Agrippina) 19. "Se giunge un dispetto" (Poppaea; två versioner finns) | Act II 20. "Coronato il crin d'alloro" (Otho) 21. "Di timpani e trombe" (Chorus of the principals) 22. "Cade il mondo soggiogato" (Claudius) 23. "Nulla sperar da me" (Agrippina) 24. "Tuo ben è l'trono" (Poppaea) 25. "Sotto il lauro ch'hai sul crine" (Nero; två versioner) 26. Accompagnato: "Otton, qual portentoso fulmine è questo?" (Otho) 27. "Voi che udite il mio lamento" (Otho) 28. "Bella pur nel mio diletto" (Poppaea) 29. "Vaghe fonti, che mormorando" (Otho) 30. "Ti vo' giusta e non pietosa" (Otho) 31. "Ingannata una sol volta" (Poppea) (I librettot står i stället "Pur punir chi m'ha ingannata") 32. "Col peso del tuo amor" (Poppaea) 33. "Quando invita la donna l'amante" (Nero) 34. "Pensieri, voi mi tormentate" (Agrippina) 35. "Col raggio placido della speranza" (Pallas) 36. "Spererò, poichè mel dice" (Narcissus) 37. "Basta che sol tu chieda" (Claudius) (Libretto: "Vagheggiar de tuoi bei lumi") 38. "Ogni vento ch'al porto la spinga" (Agrippina) | Act III 39. "Tacerò pur che fedele" (Otho) (Libretto: "Chi ben ama" (Poppaea) 40. "Coll' ardor del tuo bel core" (Nero) (Libretto: "Esci O mia vita" (Poppaea)) 41. "Io di Roma il Giove sono" (Claudius) 42. "Pur ch'io ti stringa al sen" (Libretto: "No, no, ch'io non apprezzo") (Otho) 43. "Bel piacere e godere fido amor" (Libretto: "Sì, sì ch'il mio diletto")(Poppaea) 44. "Come nube che fugge dal vento" (Nero) 45. "Se vuoi pace" (Agrippina) 46. "Lieto il Tebro increspi l'onda" (Chorus of the principals) 47. "V'accendano le tede i raggi delle stelle" (Juno) |